# Катастрофа двух Ми-24 под Рутшуру (2017)
27 января 2017 года близ города Рутшуру провинции Северное Киву потерпели крушения два боевых вертолёта Ми-24 ВВС ДРК. Экипаж первого состоял из грузинских наёмников. На втором были белорусские военные специалисты. Вместе с ними летели ещё трое конголезских военнослужащих.

## Вертолёты
Один из разбившихся вертолётов имел бортовой номер 9Т-HM-11 (серийный № 3532421420315), второй — 9T-HM12 (серийный № 3532421420271). Оба принадлежали ВВС ДРК.

## Экипажи
Двое граждан Грузии ранее служили в военно-воздушных силах своей страны, но потеряли место работы в связи с сокращениями. После этого они уехали в Демократическую Республику Конго, где нашли вакантные места в вооружённых силах. Граждане Белоруссии, составлявшие второй экипаж, согласно онлайн-изданию «Политринг», являлись военными специалистами, направленными в страну для поддержки и подготовки конголезских военнослужащих. Однако, как сообщили в программе Новости «24 часа» на СТВ, они действовали как частные лица. У белорусов на борту было двое конголезцев, у грузин — один.

## Катастрофа
27 января оба вертолёта проводили патрулирование в районе города Рутшуру. Целью их миссии было определить границы территории, занятой повстанцами из движения M23, отстаивающей интересы народности тутси. Как сообщалось, они были сбиты из ЗРК «Стрела» боевиками. Однако по данным Defence.ru со ссылкой на бельгийское агентство Belga, при выполнении разведывательного полета парой, один из вертолётов задел лопастями несущего винта верхушки деревьев в районе горы Микено на высоте около 500 метров и потерпел крушение. Второй вертолёт, потеряв визуальный контакт с первой машиной, предпринял меры к ее поиску, но тоже разбился. Другие источники говорили, что причиной крушения могли стать плохие погодные условия. Первоначально говорилось и о технических неполадках.
Весь белорусский экипаж был госпитализирован в медучреждение города Гома. Их нашла пара вертолётов Denel AH-2 Rooivalk из ЮАР, выполнявшая патрулирование в рамках миротворческой миссии ООН в Конго (MONUSCO). Миротворцы и доставили потерпевших в больницу. Туда же отправился грузинский пилот. Его напарник некоторое время числился пропавшим без вести, поскольку дожди затрудняли поиски. Позднее выяснилось, что он попал в плен к боевикам, которые назначили за его выкуп 1 миллион долларов. Между тем, лидеры повстанцев утверждали, что не объявляли за пленника выкуп. 18 июня захваченный лётчик погиб во время боя между бойцами группировки и правительственными войсками.
Военные ДР Конго, летевшие с белорусами, выжили. Тот, что был с грузинским экипажем, попал в плен к боевикам и позже убит.

## Сообщения о российских военных
31 января генерал армии ДРК Леон Мушале (фр. Léon Mushale) заявил, что во время крушения погибли двое российских военных. Ещё один российский лётчик находился в плену у повстанцев конголезской военизированной группировки M23. Посольство России в ДРК не подтвердило сообщения о гибели российских лётчиков при крушении вертолётов. По данным дипмиссии, граждан России среди членов экипажа не было.